# 洛什区
洛什区（法語：Arrondissement de Loches）是法国安德尔-卢瓦尔省所辖的一个区。总面积2742.5平方公里，总人口117348，人口密度43人/平方公里（2018年）。主要城镇为洛什。

## 辖区
洛什区辖有112个市镇。